# Diadromus albinotatus
Diadromus albinotatus är en stekelart som först beskrevs av Johann Ludwig Christian Gravenhorst 1829.  Diadromus albinotatus ingår i släktet Diadromus och familjen brokparasitsteklar. Arten är reproducerande i Sverige. Inga underarter finns listade i Catalogue of Life.